# Dễ thương

Sự thay đổi các tỉ lệ ở đầu (đặc biệt là kích thước tương đối giữa hàm trên và hàm dưới) theo độ tuổi.

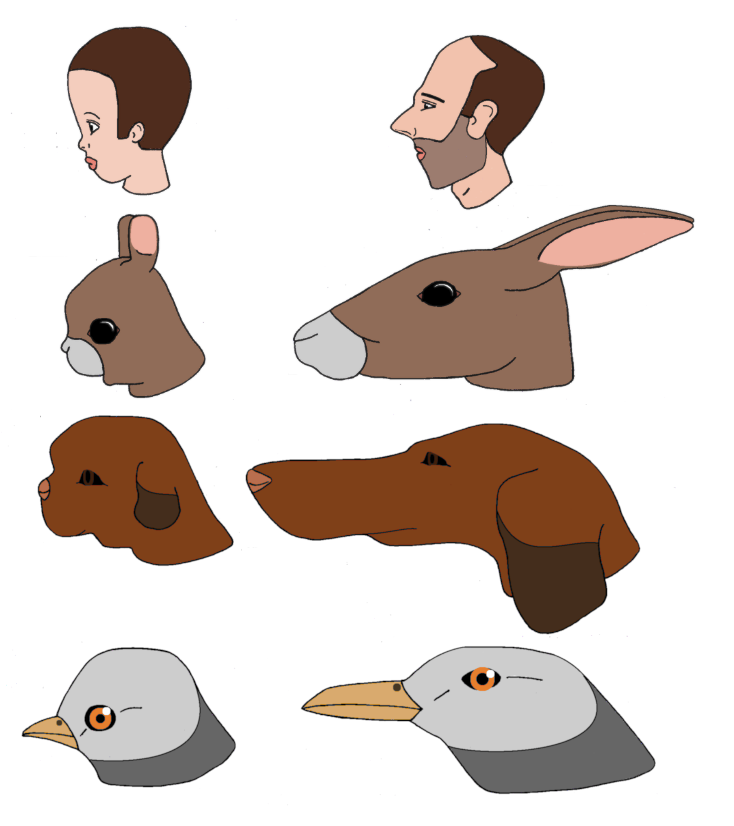
"Con người thấy yêu mến các động vật có các đặc điểm chưa thành niên: mắt to, sọ nhô, cằm gọn (bên trái). Các động vật mắt nhỏ, mũi dài (bên phải) không tạo ra các phản ứng như vậy."--Konrad Lorenz

Sự dễ thương là một thuật ngữ mang tính chủ quan mô tả một dạng hấp dẫn thể chất liên quan tới sự trẻ trung và bề ngoài, cũng như là một khái niệm khoa học và hình mẫu phân tích trong tập tính học, được Konrad Lorenz lần đầu giới thiệu. Lorenz đề xuất khái niệm schema trẻ nhỏ (Kindchenschema), một tập hợp các đặc điểm khuôn mặt và cơ thể khiến một sinh vật trông "dễ thương" và kích hoạt ("giải phóng") ở người khác sự thôi thúc để chăm sóc nó.